# Baseball Mogul
Baseball Mogul est une série de jeux vidéo de baseball dont la première version fut publiée en 1997. Une nouvelle version sort chaque année, la dernière en date, Baseball Mogul 2014 est sortie en mars 2013. Le jeu consiste à manager une équipe de baseball. Depuis 2006 et l'arrivée du mode "play-by-play", il est possible de jouer chaque coup au cours du match.
Le jeu permet de démarrer sa partie en 1901 (année des premières séries mondiales), ou toute autre année située entre 1901 et 2013, et prend en compte les modifications de noms et de localisation des franchises de la MLB.
Une version du jeu en ligne existe également avec la possibilité d'affronter d'autres joueurs au sein de championnats sur une ou plusieurs saisons.